# Manuel Baca Solsol
Williams Manuel Baca Solsol (Lima, 14 de julio de 1991) es un actor y director peruano, que ha desarrollado su carrera artística en el teatro en su país.[cita requerida]

## Biografía
Williams Manuel Baca Solsol nació el 14 de julio de 1991 en Lima, proveniente de una familia de clase media.[cita requerida] Tras concluir la secundaria, realizó sus estudios de Pedagogía Teatral en la Escuela Nacional Superior de Arte Dramático.[cita requerida] Se mudó a Argentina a los veintiún años para estudiar la maestría de Especialización de Teatro de Objetos, Interactividad y Nuevos Medios en la IUNA, y posteriormente, recibió talleres de actuación de la mano de Alberto Ísola.[cita requerida]
Comenzó su carrera artística en el año 2008, participando como uno de los protagonistas de la teleserie Los Jotitas, interpretando al futbolista Irven Ávila. Años más tarde, protagoniza la cinta El inca, la boba y el hijo del ladrón en 2011 bajo el papel del tercer personaje mencionado.
Baca asume el protagónico de la obra de teatro La última novela del inspector Torres, compartiendo el rol junto al actor peruano Óscar Yépez en 2017, interpretando a un escritor sanguinario. Al año siguiente, Baca participa en el drama peruano Gallinazos, retomando como protagonista.
Participó en el reparto principal de la otra producción teatral Los cachorros de Mario Vargas Llosa, donde Baca asumiría el papel de Mañuco, uno de los mejores amigos de «Pichula» Cuéllar.
Dirigió la microobra La historia de tu vida, contando como protagonistas a los actores Américo Zúñiga y Lilian Schiappa-Pietra en 2020 y al año siguiente, el otro formato Ofelia conectada. En el año 2021, protagonizaría con Cindy Díaz el montaje peruano Parásitos como Ollie, quien acompañaría a su pareja Jill para esperar a su primer hijo y fue estrenado en el Teatro Julieta. Además, se incursionaría en la dirección teatral de la obra web La última cinta, contando como protagonista al actor Gonzalo Molina y de la mano de la productora Piso 1, durante el estado de emergencia producto de la pandemia de COVID-19.
Seguidamente, fue protagonista de La carta que nunca le escribiste a mi ex de Natalia Torres Vilar, en el cual fue nominado a los Premios El Oficio Crítico en 2020, en la categoría «Mejor unipersonal virtual».
Fue protagonista de la comedia El año que perdí la fantasía al lado de otros actores como Giselle Collao, quien haría el papel de Federico «Fico» en el año 2023. En ese mismo año, haría su regreso a la televisión peruana después de quince años, antagonizando la telenovela Perdóname con el papel de «Fierro», un líder de una banda criminal.
En la actualidad, se desempeña como director de contenido de la productora Piso 1 Teatro, cuya entidad se dedica a las producciones de actuación en el Perú, reuniendo a conocidos actores del medio local.

## Filmografía

### Cine
| Año  | Título                                | Rol             | Notas           |
| ---- | ------------------------------------- | --------------- | --------------- |
| 2011 | El inca, la boba y el hijo del ladrón | Hijo del ladrón | Rol protagónico |

### Teatro
| Año       | Título                                | Rol                  | Notas                      |
| --------- | ------------------------------------- | -------------------- | -------------------------- |
| 2015      | Las lolas                             |                      | Rol secundario             |
| 2017      | La última novela del inspector Torres | Escritor sanguinario | Rol protagónico-antagónico |
| 2018      | Por favor                             |                      | Rol principal              |
| 2018-2020 | Ajuste de cuentas                     | Él mismo             | Director general           |
| 2019      | Muérete tu primero                    | Pollito              | Rol protagónico            |
| 2019      | Sin pudor                             | Él mismo             | Director general           |
| 2019      | Los cachorros                         | Mañuco               | Rol coprotagónico          |
| 2019      | Sexo en grupo                         | Él mismo             | Director general           |
| 2020      | La carta que nunca le escribí a mi ex |                      | Rol protagónico            |
| 2020      | El lógico de lo absurdo               |                      | Rol principal              |
| 2020      | El hombre del subsuelo                |                      | Rol principal              |
| 2020      | El lugar donde mueren los mamíferos   |                      | Rol principal              |
| 2020      | La historia de tu vida                | Él mismo             | Director general           |
| 2020      | El atraco                             | Él mismo             | Director general           |
| 2021      | La última cinta                       | Él mismo             | Director general           |
| 2021      | Ofelia conectada                      | Él mismo             | Director general           |
| 2021      | Parásitos                             | Ollie                | Rol protagónico            |
| 2023      | El año que perdí la fantasía          | Federico / «Fico»    | Rol protagónico            |
| 2024      | Los justos                            |                      | Rol secundario             |

### Televisión
| Año  | Título      | Rol                   | Notas                           | Emisión            |
| ---- | ----------- | --------------------- | ------------------------------- | ------------------ |
| 2008 | Los Jotitas | Irven Ávila           | Rol protagónico y debut actoral | Frecuencia Latina  |
| 2023 | Perdóname   | Juan Vásquez «Fierro» | Rol de antagonista principal    | América Televisión |

## Premios y nominaciones
| Año  | Premios                   | Categoría                   | Trabajo                               | Resultado | Ref.   |
| ---- | ------------------------- | --------------------------- | ------------------------------------- | --------- | ------ |
| 2020 | Premios El Oficio Crítico | «Mejor unipersonal virtual» | La carta que nunca le escribí a mi ex | Nominado  | [ 13 ] |